# Orimarga (Orimarga) omeina
Orimarga (Orimarga) omeina is een tweevleugelige uit de familie steltmuggen (Limoniidae). De soort komt voor in het Palearctisch gebied.